# Prowincja Frankonia
Prowincja Frankonia (niem. Gau Franken) - prowincja (Gau) III Rzeszy na obszarze Środkowej Frankonii w Bawarii, istniejąca od 1933 do 1945 roku. Wcześniej, od 1929 do 1933 roku, była regionalnym poddziałem NSDAP w tym obszarze. Pierwotnie utworzona jako Prowincja Środkowa Frankonia (niem. Gau Mittelfranken) w 1929 roku, została przemianowana na Prowincję Frankonia w 1936 roku.

## Historia
System prowincji został pierwotnie ustanowiony na konferencji partyjnej 22 maja 1926 r. w celu usprawnienia zarządzania strukturą partyjną. Od 1933 r., po przejęciu władzy przez nazistów, (nazistowskie) prowincje coraz częściej zastępowały niemieckie kraje związkowe jako jednostki administracyjne w Niemczech.
Na czele każdej prowincji stał Gauleiter, stanowisko, które stawało się coraz bardziej wpływowe, zwłaszcza po wybuchu II wojny światowej, z niewielką ingerencją z góry. Lokalni Gauleiterzy często zajmowali stanowiska rządowe, jak i partyjne i byli odpowiedzialni między innymi za propagandę i nadzór, a od września 1944 r. także za Volkssturm i obronę prowincji.
Stanowisko Gauleitera we Frankonii pierwotnie piastował Julius Streicher od 1929 r. do 1940 r., kiedy został usunięty ze stanowiska. Streicher został później osądzony w procesach norymberskich i stracony za zbrodnie przeciwko ludzkości 16 października 1946 r. Stanowisko Gauleitera nie zostało ponownie obsadzone aż do 1944 r., a pełniący obowiązki gauleitera pełnili Hans Zimmermann (1940–1942) i Karl Holz (1942–1944). Holz oficjalnie objął stanowisko w 1944 r. i piastował je aż do swojej śmierci w kwietniu 1945 r.

## Podział administracyjny
Prowincja Frankonia dzieliła się na 11 okręgów:
- Ansbach
- Dinkelsbühl
- Eichstätt
- Erlangen
- Fränkische Alb
- Fürth
- Neustadt
- Nürnberg
- Rothenburg
- Schwabach
- Weißenburg